# Argyra perplexa
Argyra perplexa är en tvåvingeart som beskrevs av Becker 1918. Argyra perplexa ingår i släktet Argyra och familjen styltflugor. Inga underarter finns listade i Catalogue of Life.